# Wells Fargo Center (Los Angeles)
Wells Fargo Center je administrativní komplex dvou mrakodrapů v centru kalifornského města Los Angeles. Jeho výstavba probíhala v letech 1980–1983.

## Wells Fargo Tower
Je vyšší mrakodrap komplexu. Má 54 pater a výšku 220 metrů, je tak 8. nejvyšší mrakodrap ve městě. Výstavba probíhala v letech 1980 – 1982 a za designem budov stojí firma Skidmore, Owings and Merrill. Budova disponuje 128 403 m2 převážně kancelářských ploch, které obsluhuje 29 výtahů.

## KPMG Tower
Je nižší budovou. Má 45 pater a výšku 171 metrů, je tak 18. nejvyšší ve městě. Výstavba probíhala v letech 1981 – 1983 a za designem budov stojí také firma Skidmore, Owings and Merrill. Budova disponuje 105 799 m2 převážně kancelářských ploch, které obsluhuje 26 výtahů.